# Maria aus’m Weerth
Johanna Bertha Hubertina Maria aus’m Weerth, ab 1869 Maria Ewers, auch Marie Ewers-aus’m Weerth (* 16. Mai 1839 in Bonn; † 18. Juli 1926 in Düsseldorf), war eine deutsche Märchenerzählerin, Schriftstellerin, Übersetzerin und Malerin. Sie war die Ehefrau des Düsseldorfer Malers Heinrich Ewers sowie Mutter des Schriftstellers Hanns Heinz Ewers und des Konteradmirals Ernst Ewers.

## Leben
Maria aus’m Weerth war eine Tochter des Bonner Fabrikanten Jakob Friedrich aus’m Weerth (1811–1897) und dessen Ehefrau Maria, geborene Feldmann-Simons (1812–1890), einer Tochter des vermögenden Elberfelder Fabrikanten Heinrich Feldmann und dessen Gattin Friederica, geborene Simons (1797–1873). Ihr Onkel war der Bonner Historiker und Archäologe Ernst aus’m Weerth.
Nachdem ihr Vater, erster Repräsentant der Bonner Baumwollspinnerei und Weberei Weerth & Peill, unternehmerisch gescheitert war und in den 1840er Jahren durch aufwendigen Lebensstil das Vermögen durchgebracht hatte, verließ er seine Familie. 1856 wanderte er für immer in die Vereinigten Staaten aus, wo er als Leutnant im Sezessionskrieg für die Union gegen die Südstaaten kämpfte. Er wurde auf dem Nationalfriedhof Arlington bestattet. Die Ehe ihrer Eltern wurde nie geschieden, bis zu ihrem Tode korrespondierte die Mutter mit dem Vater.
Der Elberfelder Großvater nahm seine alleinstehende Tochter und deren drei Töchter zu sich ins Haus, später mietete er ihnen eine Wohnung. Tägliche Besuche bei der Großmutter Friederica waren Pflichtübung. In Elberfeld gingen Maria und ihre Schwestern, die zuvor häuslichen Privatunterricht erhalten hatten, in die Schule. 1848 kam Maria aus’m Weerth mit ihrer Familie, deren häuslicher Bereich sehr stark von Frauen dominiert war, nach Düsseldorf. Dort wohnten sie zuerst auf dem Steinweg, später in der Königsallee. Bereits als Mädchen schrieb sie Verse und kleine Märchen. Zwischen 1861 und 1868 lernte sie bei zahlreichen Verwandtenbesuchen – vor allem im Hause des Zeitungsverlegers Franz Duncker, Gatte ihrer Freundin Lina Tendering (1825–1885) – Persönlichkeiten des politischen und kulturellen Lebens kennen, etwa den Politiker Ferdinand Lassalle sowie die Dichter Berthold Auerbach und Gottfried Keller.
Um 1864 begegnete ihr der Genremaler Heinrich Ewers, den sie am 6. November 1869 heiratete. Das Paar wohnte in der Immermannstraße 22 in Düsseldorf. 1871 wurde dort der Sohn Hanns Heinz geboren, der später ein bekannter Autor der Phantastik werden sollte. 1873 erblickte der Sohn Ernst das Licht der Welt, später ein Konteradmiral der Reichsmarine.
Privat und als Amateurin malte und zeichnete sie. Ihren Kindern erzählte sie Kunstmärchen mit hintergründiger Phantastik. Bald trat sie damit auch über den privaten Bereich hin in Erscheinung. 1902 erschienen einige ihrer Texte in der Sammlung Märchen und Fabeln für große und kleine Kinder, weitere Geschichten und Märchen wurden in Zeitungen und Zeitschriften veröffentlicht. 1908 wurden sie in Maria Ewers’ Einzelpublikation Aus Großmutters Stübchen zusammengefasst. Zusammen mit ihrem Sohn Hanns Heinz übersetzte sie ab 1911 Werke französischer Autoren, darunter Opium und Die kleinen Verbündeten von Claude Farrère, Arthur de Gobineaus Die Renaissance und Pierre Milles Das Totenschiff. Aus dem Englischen übersetzte sie Bouck Whites Das Buch des Daniel Drew. Leben und Meinungen eines amerikanischen Börsenmannes sowie Werke von Edgar Allan Poe in der Gesamtausgabe von Theodor Etzel. Ihre Arbeit als Übersetzerin ermöglichte es ihr, Kontakte zu vielen Autoren und Künstlern zu knüpfen. 1925 erschienen in den Düsseldorfer Nachrichten ihre Düsseldorfer Erinnerungen. 1926 starb sie im Alter von 87 Jahren, nachdem sie seit Januar 1924 ernstlich erkrankt gewesen war.
Unter dem Titel Meine Mutter, die Hex schrieb ihr Sohn Hanns Heinz Ewers im Jahr 1923 über sie:

„Du weißt natürlich, so gut wie ich, von dem erstaunlichen Zauber, der von unserer Mutter ausgeht und dem sich nicht so leicht jemand entziehen kann. Jedes Kind in der Stadt kennt sie, so gut wie jeder Erwachsene. Wenn sie morgens mit ihrem Stocke ausgeht, so steht ganz gewiß an jeder Straßenecke irgendein weibliches oder männliches Wesen, das sie über den Fahrdamm hinüber führt und wohl achtgibt, daß nicht ein Auto, ein Fahrrad, eine Trambahn ihr zu nahe kommt. […] Ich sage Dir, lieber Bruder, daß unsere Mutter mit allen wilden Ausgeburten der Phantasie der Gotik auf du und du steht. Sie hat eine große Vorliebe für Fabelwesen aller Art, seltsame Mischungen von Mensch und Tier, ob diese nun ägyptischer oder assyrischer, chinesischer oder indischer Herkunft sind. Aber alles, was gothisch ist, scheint ihr doch am meisten zuzusagen. Sie hat ganze Mappen mit Abbildungen, Stichen, Drucken und Photos, was immer es ist, die sie gelegentlich einmal betrachtet und recht gerne zeigt; sie freut sich sehr, wenn ihr jemand ein neues Blatt bringt.“